# Lukas Sinkiewicz
Lukas Sinkiewicz (Tychy, 9 oktober 1985) is een Duits betaald voetbal van Poolse afkomst die bij voorkeur in de verdediging speelt.
Onder leiding van de Nederlandse trainer-coach Huub Stevens won hij in het seizoen 2004-2005 de titel met 1. FC Köln in de 2. Bundesliga, waardoor de club terugkeerde in de hoogste afdeling van het Duitse voetbal, de Bundesliga. Hij tekende in juli 2010 een eenjarig contract bij FC Augsburg, dat hem overnam van Bayer 04 Leverkusen In 2005 debuteerde hij in het Duits voetbalelftal.

## Carrière
| Seizoen | Club                | Land               | Competitie    | Wed. | Goals |
| ------- | ------------------- | ------------------ | ------------- | ---- | ----- |
| 2003/04 | 1. FC Köln          | Vlag van Duitsland | Bundesliga    | 4    | 0     |
| 2004/05 | 1. FC Köln          | Vlag van Duitsland | 2. Bundesliga | 26   | 1     |
| 2005/06 | 1. FC Köln          | Vlag van Duitsland | Bundesliga    | 33   | 0     |
| 2006/07 | 1. FC Köln          | Vlag van Duitsland | 2. Bundesliga | 13   | 0     |
| 2007/08 | Bayer 04 Leverkusen | Vlag van Duitsland | Bundesliga    | 19   | 2     |
| 2008/09 | Bayer 04 Leverkusen | Vlag van Duitsland | Bundesliga    | 13   | 0     |
| 2009/10 | Bayer 04 Leverkusen | Vlag van Duitsland | Bundesliga    | 7    | 0     |
| 2010/11 | FC Augsburg         | Vlag van Duitsland | 2. Bundesliga | 0    | 0     |